# 阿拉斯泰爾·斯圖爾特
阿拉斯泰爾·斯圖爾特（Alastair Stewart OBE，1952年6月22日—）是英國的一位記者和新聞主播。斯圖爾特現在在ITN工作，他是ITV新聞的主要主播之一。斯圖爾特在1980年加入ITN，此後曾擔任三年的第四台新聞主播，之後擔任了31年的ITV新聞主播。他已累計擔任新聞主播長達38年，是英國工作年數最長的主播之一。